# Ricardo Scofidio

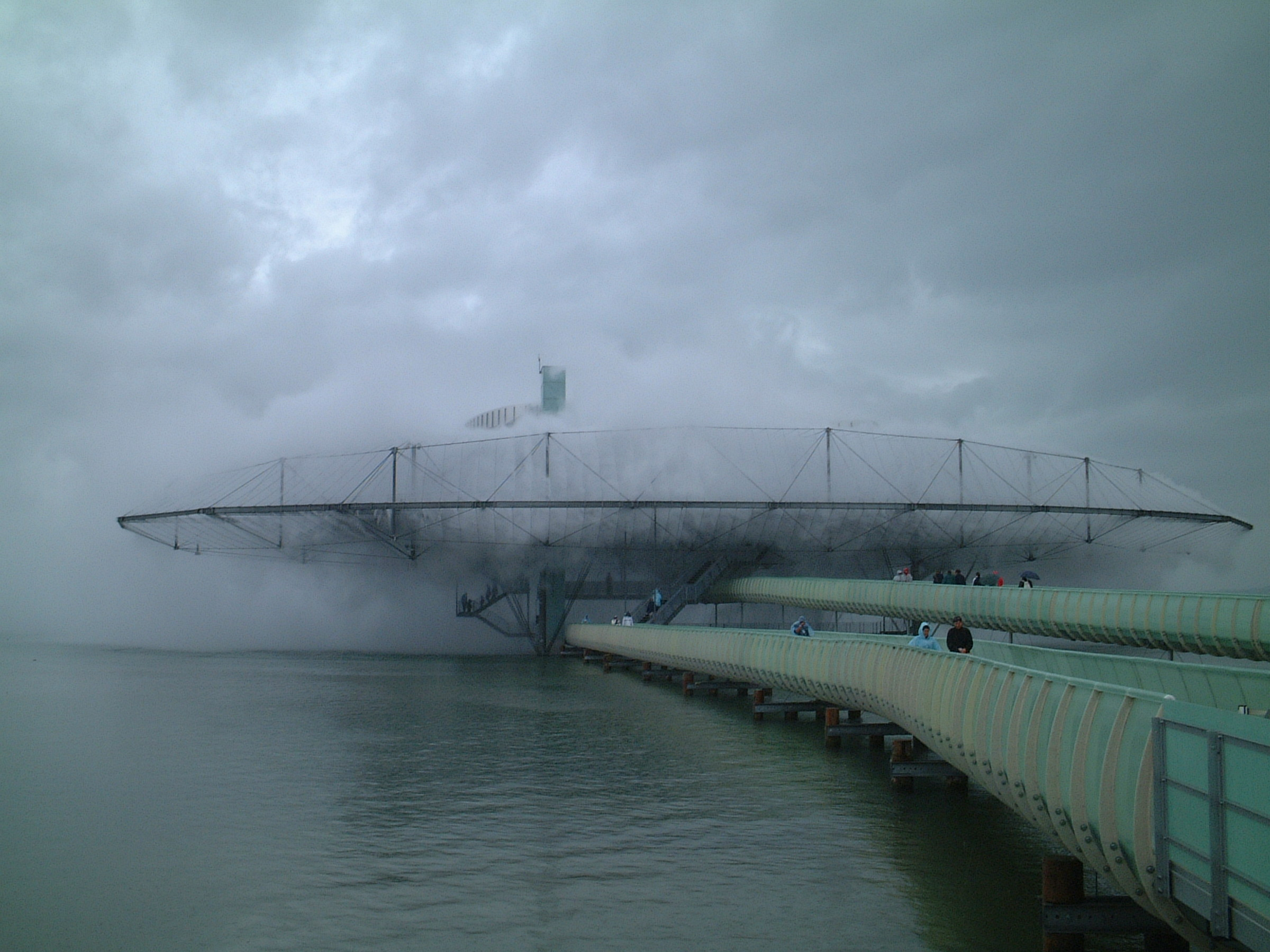
Blur Building på Expo.02 i Yverdon-les-Bains.

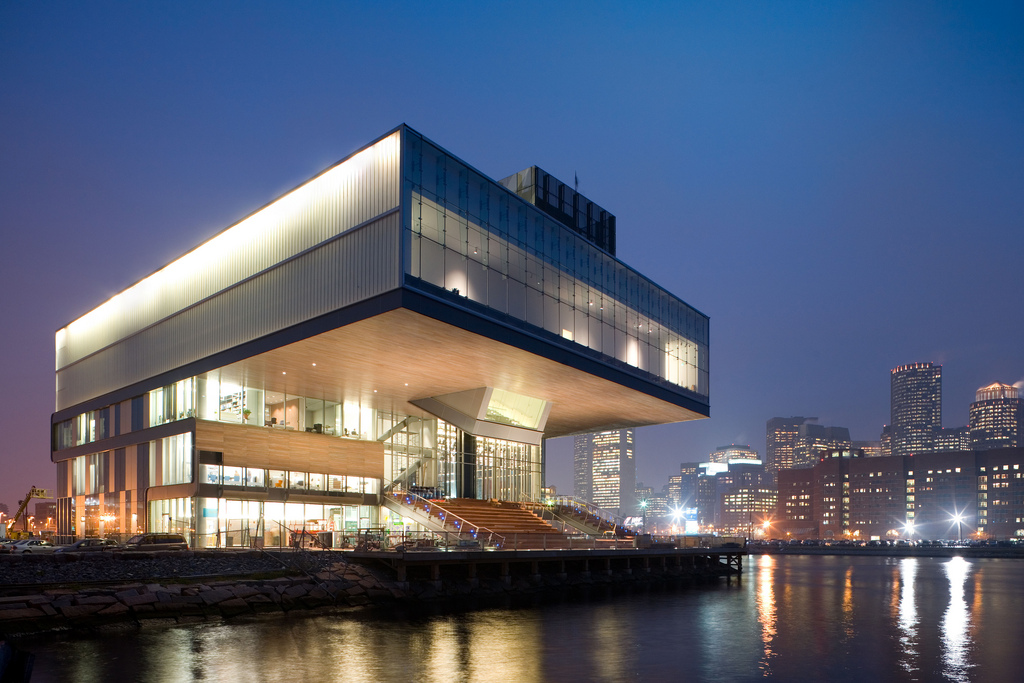
Institute of Contemporary Art i Boston.

Ricardo Scofidio, född 16 april 1935 i New York, död 6 mars 2025, var en amerikansk arkitekt.
Ricardo Scofidio utbildade sig på The Cooper Union for the Advancement of Science and Art i New York, där han tog examen 1960. Från 1965 undervisade han på samma skola.
Han grundade 1979, tillsammans med Elizabeth Diller, som han också var gift med, arkitektbyrån Diller + Scofidio i New York.  Han mötte sin maka på 1970-talet, när hon utbildade sig på Cooper Union och han undervisade där. 
I hans och Elizabeth Dillers arbeten ingår framför allt konstinstallationer och performancekonst. 
Ricardo Scofidio och Elizabeth Diller mottog 1999 gemensamt MacArthur-stipendium.